# General Madariaga partido
General Madariaga egy partido (körzet) Argentínában a Buenos Aires tartományban. A fővárosa General Juan Madariaga.

## Népesség
| Népesség | 673 | 3.201    | 6.694    | 12.252  | 14.890  | 20.567  | 15.526  | 16.923 | 18.286 |
| Változás | -   | +375,63% | +109,12% | +83,02% | +21,53% | +38,12% | -24,51% | +8,99% | +8,05% |